# HD 123492
HD 123492，又名CP-69 2014，SAO 252636、HR 5295，是一颗恒星，视星等为6.06，位于銀經309.77，銀緯-7.91，其B1900.0坐标为赤經14h 2m 47.3s，赤緯-69° -7.91′ 43″。